# Werneria (dier)
Werneria is een geslacht van kikkers uit de familie padden (Bufonidae). De groep werd voor het eerst wetenschappelijk beschreven door Franz Poche in 1903. Later werd de wetenschappelijke naam Stenoglossa gebruikt.
Er zijn zes soorten kikkers die tot deze groep behoren, ze komen allemaal voor in delen van Afrika en leven in de landen Togo en Kameroen.
Er is ook een plantengeslacht met de naam Werneria, zie hiervoor het artikel Werneria.

## Soorten
Geslacht Werneria
- Soort Werneria bambutensis
- Soort Werneria iboundji
- Soort Werneria mertensiana
- Soort Werneria preussi
- Soort Werneria submontana
- Soort Werneria tandyi